# Dubno, Rimavská Sobota
Dubno este o comună slovacă, aflată în districtul Rimavská Sobota din regiunea Banská Bystrica. Localitatea se află la altitudinea de 238 m deasupra n.m., se întinde pe o suprafață de 3,61 km2 și în 2017 număra 167 de locuitori.

## Istoric
Localitatea Dubno este atestată documentar din 1427.

## Demografie
| An:                | 1994 | 2004    | 2014    | 2024    |
| ------------------ | ---- | ------- | ------- | ------- |
| Număr de persoane: | 164  | 138     | 170     | 140     |
| Diferență:         |      | −15,85% | +23,18% | −17,64% |

| An:                | 2023 | 2024   |
| ------------------ | ---- | ------ |
| Număr de persoane: | 148  | 140    |
| Diferență:         |      | −5,40% |